# Готска война (367-369)
Готска война (367 – 369) е конфликт между източноримския (византийски) император Валент и готите на Атанарих на Дунав през 367 – 369 г.

## Предистория
Тервингите, както са наречени по това време вестготите, населяват от края на 3 век Дакия, извън римското царство. От 365 г. конфликтите между тервинги и римляни се изострят.
През 365 г., когато Валент се намира на военен поход, в Константинопол Прокопий узурпира трона. Той изисква, както е по договор, трупи от готите. Когато готските войници през 366 г. пристигат в Константинопол, Прокопий вече е умрял. Готите отказват подкрепата на новия узурпатор Марцел и се оттеглят. На връщане са спрени в Тракия от римски трупи.
Валент, вече обратно в Константинопол, премахва Марцел, и взема готската подкрепа като повод за подготовка за война.

## Ход на военните действия
През 367 г. започва войната. Император Валент предприема поход срещу въстаналите готи. През пролетта римските войски преминават през Дунав в Дакия. По Черно море и устието на Дунав пристигали кораби със зърнени запаси. Узналите за похода готи се скриват в района на Карпатите. Началело с магистра на пехотата Аринтей и генерал Виктор са заловени някои готски фамилии, които не са успели да избягат. Атанарих успява да избегне директна среща. Римляните опустошават страната и в края на годината си отиват отново.
Чрез катострофалното Дунавско наводнение през 368 г. продъжението на войната е невъзможно. Войската на Валент престоява до есента в базовия си лагер и след това се връща на зимна квартира в Марцианопол (на запад от съвр. българска Варна). Снабдяването на готите се влошава драматично.
През 369 г. армията на Валент преминава през построения от него мост на Дунав при град Новиодунум (съвр. румънски град Исакча), близо до делтата на Дунав. През септември 369 г. се провежда Битката при Новиодунум. Атханарих отново се предпазва. Готите претърпяват поражение и бягат в труднодостъпни места. Атханарих прави на римляните предложение за мир, което те приемат.
Накрая лично император Валент и вождът Атанарих сключват мирен договор на средата на Дунав. Готите обещават никога да не се появяват на римска територия. Новият договор е малко по-лош за готите от дотогавашния от 332 г., сключен с Константин Велики. Валент се връща в Константинопол.